# Fiodor Raskolnikow
Fiodor Fiodorowicz Raskolnikow (Iljin) (ros. Фёдор Фёдорович Раско́льников (Ильи́н), ur. 28 stycznia?/9 lutego 1892 w Petersburgu, zm. 12 września 1939 w Nicei) – radziecki wojskowy, polityk i dyplomata.

## Życiorys
Studiował w Petersburskim Instytucie Politechnicznym, od 1910 członek SDPRR, 1912–1913 sekretarz „Prawdy”.
Służył w rosyjskiej flocie, w marcu 1917 był członkiem Kronsztadzkiego Komitetu SDPRR(b), później zastępcą przewodniczącego Rady Kronsztadzkiej i redaktorem gazety „Gołos prawdy”. Aresztowany po kryzysie lipcowym, 11 października 1917 zwolniony, od 13 listopada 1917 komisarz Morskiego Sztabu Generalnego, 21 listopada 1917 mianowany porucznikiem floty, od 29 stycznia 1918 zastępca ludowego komisarza ds. morskich RFSRR, w 1918 członek Rady Wojskowo-Rewolucyjnej Frontu Wschodniego. Od 23 sierpnia do 11 listopada 1918 dowódca Wołżańskiej Flotylli Wojskowej, od 6 września do 27 grudnia 1918 członek Rady Wojskowo-Rewolucyjnej Republiki, zastępca dowódcy 7. Armii ds. morskich i członek Rady Wojskowo-Rewolucyjnej Floty Bałtyckiej. Od 24 października 1918 do 1919 dowódca oddziału Floty Bałtyckiej, 26 grudnia 1918 wzięty do niewoli przez angielskich interwentów w wojnie domowej w Rosji, 27 maja 1919 zwolniony podczas wymiany jeńców, od czerwca do 14 sierpnia 1919 członek Rady Wojskowo-Rewolucyjnej Astrachańskiej Grupy Wojsk, od 25 do 31 lipca 1919 dowódca Wołżańsko-Kamskiej Flotylli Wojskowej, od 21 lipca 1919 do czerwca 1920 dowódca Wołżańsko-Kaspijskiej Flotylli Wojskowej, od 2 czerwca 1920 do marca 1921 dowódca Floty Bałtyckiej. Od 16 lipca 1921 do 6 lutego 1924 ambasador RFSRR w Afganistanie, od lutego 1924 do 1928 kierownik Wschodniego Sekretariatu Komitetu Wykonawczego Kominternu.
Od 1924 redaktor pisma „Mołodaja Gwardija”, później pisma „Krasnaja now´”, główny redaktor wydawnictwa „Moskowskij raboczij”. Od 1929 do marca 1930 członek Kolegium Ludowego Komisariatu Oświaty RFSRR, od 6 marca 1930 do 18 sierpnia 1933 ambasador ZSRR w Estonii, od 1 lipca 1933 do 31 sierpnia 1934 ambasador ZSRR w Danii, od 31 sierpnia 1934 do 5 kwietnia 1938 ambasador ZSRR w Bułgarii. Odznaczony dwoma Orderami Czerwonego Sztandaru Pracy i orderem afgańskim.
Odmówił powrotu do ZSRR, 1938 usunięty z WKP(b) i uznany za „wroga ludu”, pozbawiony obywatelstwa ZSRR. Według jednej z wersji popełnił samobójstwo, według innej został zamordowany przez agentów NKWD.
Żonaty z Łarisą Rejsner, komisarzem i żołnierzem Flotylii Kamsko-Wołżańskiej, radziecką dziennikarką i pisarką.